# Lago Kulunda
El lago de Kulunda (en ruso: Кулундиское озеро, Kouloundiskoïe ozero) es un amplio lago endorreico de agua ligeramente salina de Rusia, localizado en el extremo sur de la gran llanura de Siberia Occidental, siendo el lago más grande de la estepa de Kulunda, en el krai de Altái. Tiene forma ovalada, con una superficie de 728 km ² (dependiendo del nivel del agua) y un diámetro de unos 25-35 km. La profundidad promedio es de 2,5 a 3 m, con un máximo de 4,5 metros y está a una altitud de 99 m s. n. m. Es ligeramente salado y se encuentra a unos 64 km al este de la ciudad de Slavgorod.
El lago está rodeado por un paisaje de estepa. En la parte oriental del lago hay una serie de islas y depresiones, mientras que la parte occidental es más igual, con playas de arena frecuentadas en verano.
El lago no se congela en invierno (debido a su contenido de sal de Glauber) y la temperatura del agua puede llegar a 26 °C en verano. Los ríos Kulunda y Souïetka y desembocan en el lago, que está conectado por un pequeño canal con el lago Kuchuk, que se encuentra a unos 6 km al sur.
A pocos kilómetros al sur está la ciudad de Blagovechtchenka (12 600 habitantes) y la línea ferroviaria de Barnaul-Kulunda-Pavlodar
Este lago, como muchos otros lagos de la región, presenta una amplia gama de colores. Las variaciones de color sugieren que cada lago se encuentra en un estadio diferente de eutrofización. El lago localizado inmediatamente al sur del Kulunda es de color malva, contrastando con el color azul oscuro (como se ve en la fotografía de satélite). Se puede observar dos deltas en el lado oriental del lago Kulunda. Las áreas blancas son probablemente minerales salinos que fueron depositados en la superficie cuando el agua se evaporó. Un sistema bien establecido de cinturones de protección (tres líneas paralelas que corren de norte a sur en el lado oriental del lago), forma una barrera artificial para ayudar a proteger contra la erosión eólica. Los patrones de las tierras cultivadas son grandes y, básicamente, de forma rectangular.

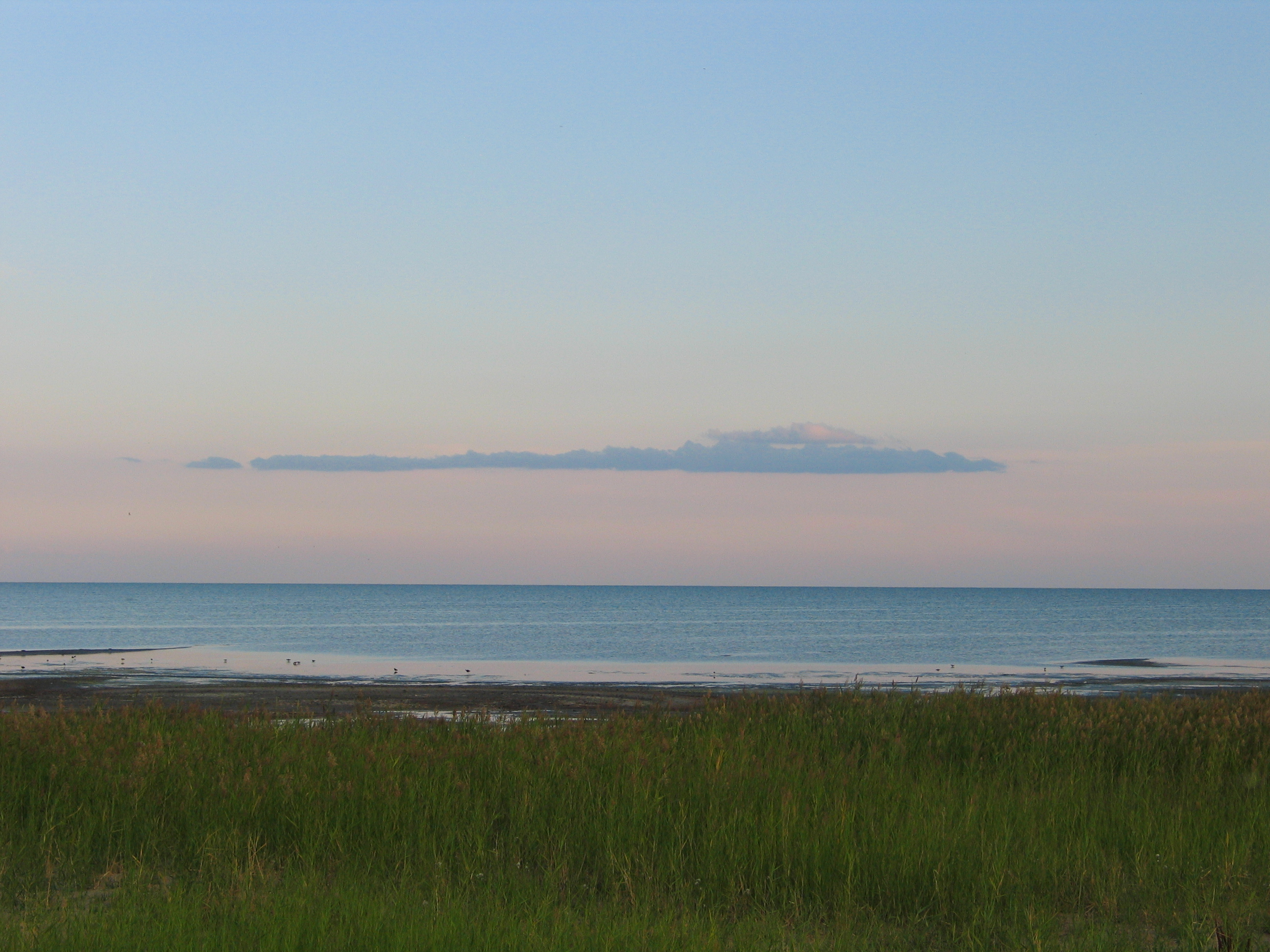
Vista de la ribera norte del lago de Kulunda